# Internazionali di Tennis Città di Perugia 2021
Gli Internazionali di Tennis Città di Perugia 2021 sono stati un torneo maschile di tennis giocato sulla terra rossa. È stata la 6ª edizione del torneo, facente parte della categoria Challenger 80 nell'ambito dell'ATP Challenger Tour 2021. Si sono giocati al Tennis Club di Perugia, in Italia, dal 5 all'11 luglio 2021.

## Partecipanti

### Teste di serie
| Nazionalità | Giocatore               | Ranking* | Testa di serie |
| ----------- | ----------------------- | -------- | -------------- |
| Italia      | Salvatore Caruso        | 96       | 1              |
| Slovacchia  | Andrej Martin           | 111      | 2              |
| Italia      | Federico Gaio           | 145      | 3              |
| Cina        | Zhang Zhizhen           | 175      | 4              |
| Italia      | Thomas Fabbiano         | 183      | 5              |
| Kazakistan  | Dmitrij Popko           | 187      | 6              |
| Argentina   | Tomás Martín Etcheverry | 192      | 7              |
| Argentina   | Renzo Olivo             | 193      | 8              |

* Ranking al 28 giugno 2021.

### Altri partecipanti
I seguenti giocatori hanno ricevuto una wild card per il tabellone principale:
- Flavio Cobolli
- Francesco Forti
- Luca Vanni

I seguenti giocatori sono passati dalle qualificazioni:
- Nerman Fatić
- Francesco Passaro
- Timofej Skatov
- Giulio Zeppieri

## Punti e montepremi
| Torneo    | Torneo              | V     | F     | SF    | QF    | 2T  | 1T  | Q | Q2  | Q1  |
| Singolare | Punti               | 80    | 48    | 29    | 15    | 7   | 0   | 4 | 1   | 0   |
| Singolare | Premi in denaro (€) | 6 190 | 3 650 | 2 160 | 1 260 | 730 | 450 | – | 225 | 115 |
| Doppio    | Punti               | 80    | 48    | 29    | 15    | –   | 0   | – | –   | –   |
| Doppio    | Premi in denaro (€) | 2 670 | 1 550 | 930   | 550   | –   | 310 | – | –   | –   |

## Campioni

### Singolare
Tomás Martín Etcheverry ha sconfitto in finale  Vitaliy Sachko con il punteggio di 7-5, 6-2.

### Doppio
Vitaliy Sachko /  Dominic Stricker hanno sconfitto in finale  Tomás Martín Etcheverry /  Renzo Olivo con il punteggio di 6-3, 5-7, [10-8].